# Medaliści igrzysk olimpijskich w baseballu
Medaliści igrzysk olimpijskich w baseballu:
| Rok i miejsce  | Złoto | Srebro | Brąz |
| -------------- | --- | --- | --- |
| 1992 Barcelona | Kuba · Omar Ajete · Rolando Arrojo · José Raúl Delgado Diez · Giorge Diaz Loren · Osvaldo Fernández · José Estrada González · Lourdes Gourriel · Orlando Hernández · Alberto Hernández · Orestes Kindelán · Omar Linares · Germán Mesa · Víctor Mesa · Antonio Pacheco · Juan Padilla · Luis Ulacia · Ermidelio Urrutia · Jorge Luis Valdés · Lázaro Vargas                                                          | Chińskie Tajpej · Chang Cheng-hsien · Chang Wen-chung · Chang Yaw-teing · Chen Chi-hsin · Chen Wei-chen · Chiang Tai-chuan · Huang Chung-yi · Huang Wen-po · Jong Yeu-jeng · Ku Kuo-chian · Kuo Lee Chien-fu · Liao Ming-hsiung · Lin Chao-huang · Lin Kun-han · Lo Chen-jung · Lo Kuo-chong · Pai Kun-hong · Tsai Ming-hung · Wang Kuang-shih · Wu Shih-hsih                                                                          | Japonia · Tomohito Ito · Shinichiro Kawabata · Masahito Kohiyama · Hirotami Kojima · Hiroki Kokubo · Takashi Miwa · Hiroshi Nakamoto · Masafumi Nishi · Kazutaka Nishiyama · Koichi Oshima · Hiroyuki Sakaguchi · Shinichi Sato · Yasuhiro Sato · Masanori Sugiura · Kento Sugiyama · Yasunori Takami · Akihiro Togo · Koji Tokunaga · Shigeki Wakabayashi · Katsumi Watanabe                                                              |
| 1996 Atlanta   | Kuba · Omar Ajete · Miguel Caldes Luis · José Contreras · Jorge Fumero · José Estrada González · Alberto Hernández · Rey Isaac · Orestes Kindelán · Pedro Luis Lazo · Omar Linares · Omar Luis · Juan Manrique · Eliecer Montes · Antonio Pacheco · Juan Padilla · Eduardo Paret · Ormari Romero · Antonio Scull · Luis Ulacia · Lázaro Vargas                                                                       | Japonia · Kosuke Fukudome · Tadahito Iguchi · Makoto Imaoka · Takeo Kawamura · Jutaro Kimura · Takashi Kurosu · Takao Kuwamoto · Nobuhiko Matsunaka · Koichi Misawa · Masahiko Mori · Masao Morinaka · Daishin Nakamura · Masahiro Nojima · Hideaki Okubo · Hitoshi Ono · Yasuyuki Saigo · Tomoaki Sato · Masanori Sugiura · Takayuki Takabayashi · Yoshitomo Tani                                                                     | Stany Zjednoczone · Chad Allen · Kris Benson · R.A. Dickey · Troy Glaus · Chad Green · Seth Greisinger · Kip Harkrider · A.J. Hinch · Jacque Jones · Billy Koch · Mark Kotsay · Matt Lecroy · Travis Lee · Braden Looper · Brian Loyd · Warren Morris · Augie Ojeda · Jim Parque · Jeff Weaver · Jason Williams |
| 2000 Sydney    | Stany Zjednoczone · Brent Abernathy · Kurt Ainsworth · Pat Borders · Sean Burroughs · John Cotton · Travis Dawkins · Adam Everett · Ryan Franklin · Chris George · Shane Heams · Marcus Jensen · Mike Kinkade · Rick Krivda · Doug Mientkiewicz · Mike Neill · Roy Oswalt · Jon Rauch · Anthony Sanders · Bobby Seay · Ben Sheets · Brad Wilkerson · Todd Williams · Ernie Young · Tim Young                         | Kuba · Omar Ajete · Yovany Aragon · Miguel Caldés · Danel Castro · José Contreras · Yobal Duenas · Yasser Gómez · José Ibar · Orestes Kindelán · Pedro Luis Lazo · Omar Linares · Oscar Macías · Juan Manrique · Javier Méndez · Rolando Merino · Germán Mesa · Antonio Pacheco · Ariel Pestano · Gabriel Pierre · Maels Rodríguez · Antonio Scull · Luis Ulacia · Lázaro Valle · Norge Luis Vera                                      | Korea Południowa · Chang Song-ho · Chong Tae-hyon · Chung Min-tae · Chung Soo-keun · Hong Sung-heon · Jang Sung-ho · Jin Pil-jung · Kim Dong-joo · Kim Han-soo · Kim Ki-tae · Kim Soo-kyung · Kim Tae-gyun · Koo Dae-sung · Lee Byung-kyu · Lee Seung-ho · Lee Seung-yeop · Lim Chang-yong · Lim Sun-dong · Park Jae-hong · Park Jin-man · Park Jong-ho · Park Kyung-oan · Park Seok-jin · Son Min-han · Song Jin-woo                      |
| 2004 Ateny     | Kuba · Danny Betancourt · Luis Borroto · Frederich Cepeda · Yorelvis Charles · Michel Enríquez · Norberto González · Yulieski Gourriel · Pedro Luis Lazo · Roger Machado · Jonder Martínez · Frank Montieth · Vicyohandri Odelín · Adiel Palma · Eduardo Paret · Ariel Pestano · Alexei Ramírez · Eriel Sánchez · Antonio Scull · Carlos Tabares · Yoandri Urgelles · Osmani Urrutia · Manuel Vega · Norge Luis Vera | Australia · Craig Anderson · Thomas Brice · Adrian Burnside · Gavin Fingleson · Paul Gonzalez · Nick Kimpton · Brendan Kingman · Craig Lewis · Graeme Lloyd · Dave Nilsson · Trent Oeltjen · Wayne Ough · Chris Oxspring · Brett Roneberg · Ryan Rowland Smith · John Stephens · Phil Stockman · Brett Tamburrino · Richard Thompson · Andrew Utting · Rodney Van Buizen · Ben Wigmore · Glenn Williams · Jeff Williams                | Japonia · Ryoji Aikawa · Yuya Ando · Atsushi Fujimoto · Kosuke Fukudome · Hirotoshi Ishii · Hisashi Iwakuma · Hitoki Iwase · Kenji Johjima · Makoto Kaneko · Takuya Kimura · Masahide Kobayashi · Hiroki Kuroda · Daisuke Matsuzaka · Daisuke Miura · Shinya Miyamoto · Arihito Muramatsu · Norihiro Nakamura · Michihiro Ogasawara · Naoyuki Shimizu · Yoshinobu Takahashi · Yoshitomo Tani · Kōji Uehara · Kazuhiro Wada · Tsuyoshi Wada |
| 2008 Pekin     | Korea Południowa · Bong Jung-keun · Chong Tae-hyon · Han Ki-joo · Jang Won-sam · Jeong Keun-woo · Jin Kab-yong · Kang Min-ho · Kim Dong-joo · Kim Hyun-soo · Kim Kwang-hyun · Kim Min-ho · Kim Min-jae · Ko Young-min · Kwon Hyuk · Lee Dae-ho · Lee Jin-young · Lee Jong-wook · Lee Seung-yeop · Lee Taek-keun · Lee Yong-kyu · Oh Seung-hwan · Ryu Hyun-jin · Song Seung-jun · Yoon Suk-min                        | Kuba · Alexei Bell · Frederich Cepeda · Alfredo Despaigne · Giorvis Duvergel · Michel Enríquez · Norberto González · Yulieski Gourriel · Miguel Lahera · Pedro Luis Lazo · Jonder Martínez · Alexander Mayeta · Rolando Merino · Luis Navas · Héctor Olivera · Vicyohandri Odelín · Adiel Palma · Eduardo Paret · Yadier Pedroso · Ariel Pestano · Luis Rodríguez · Elier Sánchez · Eriel Sánchez · Yoandry Urgellés · Norge Luis Vera | Stany Zjednoczone · Brett Anderson · Jake Arrieta · Brian Barden · Matt Brown · Trevor Cahill · Jeremy Cummings · Jason Donald · Brian Duensing · Dexter Fowler · John Gall · Mike Hessman · Kevin Jepsen · Brandon Knight · Michael Koplove · Matt LaPorta · Lou Marson · Blaine Neal · Jayson Nix · Nate Schierholtz · Jeff Stevens · Stephen Strasburg · Taylor Teagarden · Terry Tiffee · Casey Weathers                               |

## Multimedaliści
| Zawodnik              | Reprezentacja | Lata występów  | Łącznie | Złoto | Srebro | Brąz |
| --------------------- | ------------- | -------------- | ------- | ----- | ------ | ---- |
| Pedro Luis Lazo       | Kuba          | 1996–2008      | 4       | 2     | 2      | 0    |
| Omar Ajete            | Kuba          | 1992–2000      | 3       | 2     | 1      | 0    |
| Orestes Kindelán      | Kuba          | 1992–2000      | 3       | 2     | 1      | 0    |
| Omar Linares          | Kuba          | 1992–2000      | 3       | 2     | 1      | 0    |
| Antonio Pacheco Massó | Kuba          | 1992–2000      | 3       | 2     | 1      | 0    |
| Eduardo Paret         | Kuba          | 1996 2004–2008 | 3       | 2     | 1      | 0    |
| Antonio Scull         | Kuba          | 1996 2004–2008 | 3       | 2     | 1      | 0    |
| Luis Ulacia           | Kuba          | 1992–2000      | 3       | 2     | 1      | 0    |
| Ariel Pestano         | Kuba          | 2000–2008      | 3       | 1     | 2      | 0    |
| Norge Luis Vera       | Kuba          | 2000–2008      | 3       | 1     | 2      | 0    |
| José Estrada González | Kuba          | 1992–1996      | 2       | 2     | 0      | 0    |
| Alberto Hernández     | Kuba          | 1992–1996      | 2       | 2     | 0      | 0    |
| Juan Padilla          | Kuba          | 1992–1996      | 2       | 2     | 0      | 0    |
| Lázaro Vargas         | Kuba          | 1992–1996      | 2       | 2     | 0      | 0    |